# Давлетяров, Арман Илюбаевич
Арман Илюбаевич Давлетяров (каз. Арман Елубайұлы Дәулетяров род. 13 августа 1970 года, Тамар-Уткуль, Оренбургская область) — заслуженный деятель Казахстана, кандидат психологических наук, общественный деятель, бизнесмен, российско-казахстанский медиаменеджер, обладатель премии ТЭФИ, экс-гендиректор национального музыкального телеканала Муз-ТВ, национальной телевизионной премии в области популярной музыки       «Премия Муз-ТВ», амбассадор благотворительной платформы «Tooba», член попечительского совета благотворительного фонда «Дари надежду», бизнес-коуч и наставник, выступающий c авторскими лекциями перед бизнесменами по всему миру. Ведущий казахстанского телеканала Jibek Joly TV, Советник ТРК Президента Республики Казахстан, эксперт-спикер Московской школы управления SKOLKOVO.

## Биография

### Ранние годы
Арман Давлетяров родился 13 августа 1970 года в Оренбургской области в небольшом селе Тамар-Уткуль на границе с Казахстаном. Происходит из рода Торе. В семье из трех детей был младшим. После 8 классов школы отправился в Москву, где в 1985 году поступил в профессиональное-техническое училище № 87 (колледж). В 1988 году получил красный диплом (с отличием). За высокую успеваемость в училище был отправлен по обмену опытом на учебу в г. Прага (Чехословакия). В студенческие годы принимал активное участие в театральных кружках и спектаклях, а также выступал на первенствах Москвы по боксу в команде «Трудовые резервы».
В 1988 году поступил в Московский инженерно-строительный институт (МИСИ).
В 1989 году был призван на срочную службу в советскую армию. Служил в войсках правительственной связи на Украине (г. Житомир), в Венгрии (г. Сольнок), в Азербайджане (г. Баку).
По окончании службы, вернувшись в Москву, Арман Давлетяров перевелся в Московский юридический университет. Параллельно с учебой в университете преподавал в колледже право. Получив диплом юриста, был направлен на стажировку в 131-й уголовный розыск Перовского района г. Москвы.

### Карьера
В 1992 году в Москве в СК «Олимпийский» проходят «Рождественские встречи» Аллы Пугачевой. Здесь он знакомится с группой «А’Студио» и другими звездами российского шоу-бизнеса.
В 1993 г. на фестиваль «Голос Азии» в Алматы Арман привозит популярную в то время группу «Арамис» (песня «Девочка ждет, мальчик не идет»). После окончания фестиваля несколько популярных звезд эстрады предложило сотрудничество Арману Давлетярову. Но он выбирает работу с молодым и талантливым, никому неизвестным Муратом Насыровым, с которым его познакомила группа «А’Студио». Так начинается его деятельность в музыкальной индустрии в качестве продюсера Мурата Насырова, который в дальнейшем становится большой звездой благодаря их совместной работе. 
В дальнейшем организовывает гастроли представителей российского шоу-бизнеса в Казахстан.
Арман Давлетяров организовывает большое количество концертов и туров по Казахстану звезд российской и мировой эстрады, среди которых были Алла Пугачева, Филипп Киркоров, Леонид Агутин, Валерий Меладзе, группа «Smokie», группа «Simply Red», группа «Boney M.» и многие другие.
В 1993 г. Арман Давлетяров начинает работать в продюсерском центре «МедиаСтар», в котором появились такие звезды как группа «Восток», группа «Отпетые мошенники», Децл, Лариса Черникова, группа «Штар», группа «Гости из будущего», Яна и многие другие.
В 1996 году становится генеральным директором «МедиаСтар», сменив Юрия Айзеншписа.
В 2001 году открывает собственную продюсерскую компанию «Музыкальное единство», с которой работают Мурат Насыров, Батырхан Шукенов, группа «А’Студио», группа «Динамит», группа «Штар» и другие.
В 2002 году Арман Давлетяров провел большое количество молодёжных акций и мероприятий (в том числе большой Тур по Северному Кавказу «Мы едины!», где собиралась благотворительная помощь для сирот в Чечне.
В 2003 году становится помощником депутата Государственной Думы РФ и в этом же году баллотировался в Государственную Думу по одномандатному округу № 131 от Оренбургской области. В Госдуму не прошел.
В 2005 году руководит ЦИК «Молодежное единство» (молодежное крыло партии «Единая Россия»).
В 2007 году окончил Российскую академию государственной службы при Президенте Российской Федерации по специальности «Акмеология и психология управления». В той же академии защитил кандидатскую диссертацию.
В 2008 году приходит в команду телеканала «Муз-ТВ».
В 2009 году становится музыкальным директором телеканала «МУЗ-ТВ» и директором Премии МУЗ-ТВ.
В 2011 году Арман Давлетяров был генеральным продюсером церемонии закрытия VII Зимних Азиатских игр в городе Алматы, в которых приняли участие более тысячи спортсменов из 27 стран мира.
С 2012 года работает в должности управляющего директора телеканала «МУЗ-ТВ».
С 2013 по 2021 год - генеральный директор телеканала «МУЗ-ТВ», директор ежегодной национальной телевизионной премии в области популярной музыки «Премия МУЗ-ТВ» (Russian Grammy), на церемонии которой выступали мировые звезды, такие как: Кэти Перри, Дэвид Крейг, Дженнифер Лопес, Анастейша, «Tokio Hotel», «Sum 41», PSY, Arash и др.
В 2015 году на телеканалах Казахстана вышла серия авторских программ «Всегда Ваш, Арман Давлетяров». Гостями программы стали: Познер В. В.,Пугачева А.Б., Киркоров Ф.Б., Плющенко Е.В., певица Валерия, Дима Билан и др.
В 2018 году Арман Давлетяров запускает образовательный проект федерального значения Starmasterclass. В проекте приняли участие популярные артисты эстрады, представители спорта, кино и политики.
В 2023 году был назначен советником в ТРК Президента Республики Казахстан».
С 2024 года - спикер-эксперт Московской школы управления SKOLKOVO.
Арман Давлетяров проводит авторские бизнес-форумы, семинары, а также круглые столы (в том числе благотворительные). Имеет свою площадку на ютуб. Автор и ведущий программы «Всегда ваш Арман Давлетяров». Гостями программы были Владимир Познер, Алла Пугачева, Максим Галкин, Ксения Собчак, Евгений Плющенко, Вениамин Смехов и другие.
С марта 2023 г. по 2024 г. вел программу «Төрлетіңіз! Арман & Ләйлә шақырады» на телеканале Jibek Joly TV с Ляйла Султанкызы.
В 2011 году вышла в свет авторская книга Армана Давлетярова «История московского Чингисхана». 
В 2022 году — книга «О смысле между строк». 
В 2024 году - новая книга "Мама Айман" на русском и казахском языках. 
При его непосредственном участии в России были проведены такие знаковые мероприятия, как «Дни Астаны в Москве», «Год Казахстана в России», фестиваль «Золотой диск» в Астане, посвященный 10-летию независимости Казахстана. Были проведены акции в поддержку переписи населения РФ, организован большой концертный тур по городам России «Знаешь ли ты свой гимн?», также были проведены многие другие концерты, фестивали, музыкальные премии с участием российских и зарубежных звезд эстрады.
Арман Давлетяров принимает активное участие в общественной жизни России и Казахстана.

### Личная жизнь
Женат, воспитывает пятерых детей. Происходит из рода Торе.

## Награды
- В 2010 году - Орден "Курмет" - Указом президента Республики Казахстан Н. А. Назарбаевым.
- В 2013 году - Почетной грамотой Совета Федерации Федерального Собрания Российской Федерации награждён Председателем Совета Федерации Федерального Собрания Российской Федерации Валентиной Ивановной Матвиенко за многолетний труд по развитию культуры, искусства и международных связей между Россией и Казахстаном.
- В 2014 году - "Лучший медиадиректор года" - премия BRAND AWARDS 2014.
- В 2015 году -  "Лучший медиадиректор года" - премия BRAND AWARDS 2015.
- В 2016 году - «Лучший медиа-директор года» - премия Tophit Music Awards.[5]
- В 2017 году - Почётная грамота Президента Российской Федерации — за заслуги в развитии культуры, большой вклад в подготовку и проведение важных творческих и гуманитарных мероприятий[6].
- В 2017 году - «Заслуженный деятель Республики Казахстан» - присвоено почетное звание указом президента Республики Казахстан Н. А. Назарбаевым[7].
- В 2018 году - «ТЭФИ-регион 2018» -  Генеральному директору телеканала «Муз-ТВ» Арману Давлетярову - [8] «За личный вклад в развитие российского телевидения»[9].
- В 2020 году - Орден Дружбы Российской Федерации - указом Президента РФ В. В. Путиным — за большой вклад в развитие средств массовой информации, многолетнюю плодотворную работу[10].